# 小亞歷山德里夫卡 (波迪利斯克區)
47°42′19″N 29°36′28″E / 47.70528°N 29.60778°E
小亞歷山德里夫卡（烏克蘭語：Мала Олександрівка）是位於烏克蘭西南部的村莊，由敖德萨州波迪利斯克区的庫亞利尼克市鎮負責管轄。該村始建於1839年，面積0.5平方公里，海拔高度235米，2001年人口233，人口密度每平方公里466人。